# Idaea bacalladoi
Idaea bacalladoi là một loài bướm đêm trong họ Geometridae.